# Хилл, Гордон
Го́рдон А́лек Хилл (англ. Gordon Alec Hill; род. 1 апреля 1954, Санбери-на-Темзе, Суррей) — английский футболист, левый крайний полузащитник.

## Карьера
Хилл начал карьеру в клубе «Саутолл» в Афинской лиге. Он также провёл несколько матчей за молодёжный состав «Саутенда», после чего перешёл в клуб «Миллуолл». Он играл на позиции вингера и часто забивал голы, смещаясь с фланга в центр. Болельщики «Миллуолла» дали Хиллу прозвище Мерлин за его выдающийся дриблинг, поставленный удар и технику работы с мячом. Хилл провёл за «Миллуолл» 100 матчей, в которых забил 22 гола. Лето 1975 года он провёл в аренде в клубе НАСЛ «Чикаго Стинг», по итогам чего был включён в «команду всех звёзд» Североамериканской лиги. В ноябре 1975 года Хилл подписал контракт с английским «Манчестер Юнайтед». Главный тренер «Юнайтед» Томми Дохерти заплатил за талантливого игрока £70 000. Хилл и Стив Коппелл сформировали эффективную атакующую силу на флангах «Манчестер Юнайтед».
В полуфинале Кубка Англии 1976 года против «Дерби Каунти» Хилл забил два гола в своём стиле, ударами с дальней дистанции. В финале этого года «Юнайтед» проиграл «Саутгемптону». В следующем году «Юнайтед» вновь вышел в финал Кубка Англии, но на этот раз выиграл его. В 1978 году Хилл перешёл в «Дерби Каунти», проведя за «Юнайтед» в общей сложности 134 матча, в которых забил 51 гол.
В сезоне 1980/81 Хилл выступал за «Куинз Парк Рейнджерс», после чего переехал в США, где играл за клубы «Монреаль Мэник», «Чикаго Стинг», «Интер-Монреаль». С 1983 по 1985 годы он выступал за клубы Большой футбольной лиги «Нью-Йорк Эроуз», «Канзас-Сити Кометс» и «Такома Старз».
В сезоне 1985/86 Хилл выступал за голландский «Твенте», сыграв за него 19 матчей и забив 4 гола. Лето 1986 года Хилл провёл в Финляндии, проведя 2 матча за клуб «ХИК», после чего вернулся в Англию, где короткий промежуток времени выступал за клуб «Нортуич Виктория», главным тренером которого в тот момент был бывший одноклубник Хилла по «Юнайтед» Стюарт Пирсон.
Впоследствии Хилл тренировал клубы «Честер Сити» в начале 2000-х и «Хайд Юнайтед».
Летом 1991 года Хилл работал в качестве управляющего директора, старшего тренера и, по совместительству, игрока клуба «Нова Скотия Клипперс» в Канадской футбольной лиге. Под его руководством клуб дошёл до плей-офф турнира. В настоящее время Хилл является владельцем и главным тренером молодёжного футбольного клуба «Юнайтед» из Техаса.
Хилл является обладателем тренерской лицензии УЕФА категории «A» и использует в своей работе тренерские методики, выработанные в Англии.
Кроме клубной карьеры, Хилл также выступал за сборную Англии на разных уровнях: любительском, юношеском, молодёжном (до 23 лет), резервном (Англия-Б) и основном. За первую сборную Англии Хилл провёл 6 матчей.

## Достижения
Манчестер Юнайтед
- Обладатель Кубка Англии: 1977
- Обладатель Суперкубка Англии (разделённого): 1977